# 泰姆 (伊利諾伊州)
泰姆（英語：Time）是位於美國伊利諾伊州派克縣的一個村落。

## 地理
泰姆的座標為39°33′40″N 90°43′23″W / 39.56111°N 90.72306°W，而該地最高點為海拔高度143米（即469英尺）。

## 人口
根據2010年美國人口普查的數據，泰姆的面積為1.13平方千米，當中陸地面積為1.13平方千米，而水域面積為0.00平方千米。當地共有人口23人，而人口密度為每平方千米20人。